# طوني خليفة
طوني خليفة (26 أكتوبر 1968-) إعلامي لبناني.

## حياته الخاصة
ولد في بيروت أصله من بلدة عمشيت، نشأ في أسرة مكونة من أبوين وثلاثة أولاد ذكور هو الأصغر بينهم، درس الحقوق لفترة ثم أكمل دراسة العلوم السياسية
بدأ حياته كلاعب كرة طائرة لكنه أصيب إصابة قسرية منعته ممارسة أي نوع من الرياضة حتى الجري

### حياته الأسرية
تزوج المحامية اللبنانية رانيا عيسى  في الأول من سبتمبر 2005 بعد قصة حب دامت سبع سنوات لكن تأخر زواجه كان بسبب مرض والده ومعارضة أهل زوجته في البداية بسبب حياته الإعلامية الصاخبة، رزق منها بولده الأول نور عام 2006 ثم إبنته جوليا ماريا التي أسماها على اسم والدته الراحلة عام 2008.

## مشواره المهني

### بدايته بالعمل الإذاعي
دخل المجال الإعلامي في أواخر الثمانينات من القرن الماضي كصحافي، قدّم أول برنامج رياضي له على إذاعة بيبلوس بعدها انتقل بعدها إلى إذاعة لبنان الحر، حيث نقلت الإذاعة مقرها بسبب الأحداث بالقرب من منزله، وتعذر وصول بعض مذيعيها السابقين إلى مبنى الإذاعة الجديد بسبب الحرب، فتطوع للعمل فيها، وأثبت نفسه وبقي معهم بعد عودتهم إلى مقرهم الأصلي لاحقاً". لقسم الأخبار حيث تعلم اللغة الفصحى وصناعة الخبر، تدرج بعدها ليصبح رئيس فترة إخبارية، وعند صدور قرار الأمم المتحدة بوقف العمليات العسكرية بعد الحرب الأهلية اللبنانية، قرر الاكتفاء بإطلالته في برنامج يرصد تداعيات الحرب.

### انتقاله للعمل التلفزيوني مع ال بي سي
في عام 1992 عندما أُعيد فتح المناطق اللبنانية على بعضها، ولم تعد مقسمة إلى شرقية وغربية، أجريت أول انتخابات نيابية بعد الحرب، وكانت محطة أل بي سي تستعد لتغطية الانتخابات، وفريق عملهم بحاجة لمراسلين إضافيين، فاستعانوا ببعض الإعلاميين العاملين في «إذاعة لبنان الحر» التابعة للمؤسسة نفسها، وتم اختياره من بينهم، فتحول من العمل الإذاعي إلى العمل التلفزيوني كمراسل، واستمر كذلك حتى عام 1995. ثم عمل كمذيع نشرة لغاية عام 1997.
لعبت الصدفة مجدداً دوراً في تحوله إلى مذيع وقارئ نشرة الأخبار والسبب خلاف بين مصفف الشعر ومذيعة شهيرة تسبب بغضبها ومغادرتها المحطة قبل ساعة من موعد النشرة، وكان ليلتها المراسل الليلي المناوب في المحطة، وعرض عليه أن يقدم النشرة بدلاً منها إنقاذاً للموقف بما أنه قارئ نشرة في الإذاعة.
وكان قراراً خطيراً، والصدفة كانت موجودة باستمرار في حياتي لكن «القرار المغامرة» كان ما يثبت هذه الصدفة ويدفعه للأمام، ورغم وجود زملاء آخرين كانوا يتدربون بالفعل على قراءة النشرة، إلا أن أياً منهم لم يجرؤ على تقديمها، وهو الذي لم يخضع لأي دورة تدريبية في هذا المجال، غامرت ووافق، وأدى ذلك إلى تثبيته كمذيع وتحققت نقلة مهنية جديدة في حياته.

### خوضه تجربة برامج المسابقات
في شهر رمضان عام 1997 كان ً يستمع إليه الشيخ بيار الضاهر عبر إذاعة لبنان الحر، وكان يقدم حينها برنامج منوعات ليلي، وكانت المؤسسة اللبنانية للإرسال في بداية مرحلة بثها الفضائي، وزميله ميشيل قزي يقدم برنامجاً على قناة المستقبل لاقى نجاحاً كبيراً، خصوصاً في منطقة الخليج، وال بي سي تريد إنتاج برنامج ينافسه، لذا عندما سمعه بيار الضاهر على الإذاعة، لم يكن يعرف بأنه طوني مذيع الأخبار في المحطة هو نفسه مقدم البرنامج الإذاعي الذي أعجبه، وعندما سأل وعرف، أرسل ورائه فذهب للقائه، وطلب منه تقديم برنامج منوعات في رمضان، ووافق لكنه اشترط عليه أن يعود بعدها كمذيع أخبار، ووافق، وقدمت في حينها برنامجاً بعنوان «بتخسر إذا ما بتلعب» وحقق نجاحاً كبيراً قدمه بمشاركة ريما قرقفي
وعندما حاول العودة كمذيع أخبار بعد انتهاء شهر رمضان رفض، وقال لديه مذيعوا أخبار كثر، ولكن ليس لدي غيرك ليقدم هذه النوعية من البرامج، وعرض علي مبلغاً كبيراً من المال للإستمرار بتقديم برامج المنوعات، وكان المبلغ المعروض عشرة أَضعاف راتبه كمذيع، وهذه كانت نقطة التحول التي حققت لي الشهرة عربياً.
بعدها قدم برامج أخرى من نفس النوع كبرنامج أنت وحظك بمشاركة هيلدا خليفة وريما قرقفي، إضافة للمناسبات الرسمية الأعياد وحفلات رأس السنة 
خضع طوني لعملية جراحية بسيطه لأنفه بطلب من المخرج سيمون أسمر لكي يحسن من شكله الخارجي أمام الكاميرا ويظهر بشكل يجذب المشاهد  كما قام بعملية زرع شعر بعد أن غزاه الصلع، وقد حاول إخفاء الأمر من خلال تسريحات مبتكرة اعتمدت على «مثبت الشعر» وتسريحه بطريقة تزيد من حجمه 
عام 2006 بدأ بتقديم العديد من البرامج لصالح قنوات في الإمارات العربية المتحدة كقناة نجوم، إنفينيتي، تلفزيون دبي والآن حتى العام 2014 .
مع نهاية العام 2006 غادر طوني المؤسسة اللبنانية للإرسال بعد خمسة عشر عاما أمضاها فيها بعد تلقيه عرضا من قناة الجديد وفي يناير 2021 عاد إلى المؤسسة اللبنانية للإرسال بعد غياب 13 عاماً ليقدم برنامج «سؤال محرج» بالتزامن مع منصة بيروت انترناشونال

### انتقاله إلى قناة الجديد
عام 2007 وقع عقدا مع قناة الجديد لتقديم برنامج ألعاب ومسابقات بعنوان الفرصة بمشاركة الأردنية أسيل الخريشا في شهر رمضان المبارك بعدها قدم عدة برامج أخرى منوعة 
شغل منصب رئيس تحرير لمجلة قمر الفنية منذ العام 2007 حتى عام 2010 بعد أن قدّم استقالته منها.
في شهر يونيو عام 2008 بدأ بتقديم برنامجه للنشر على مدى سبعة مواسم الذي طرح فيه قضايا ومواضيع تمتاز بالجرأة لغاية شهر أغسطس عام 2014 عرض عليهّ تمديد العقد لكنه كان قد وافق على طلب إم تي في اللبنانية.
عام 2014 إنتقل لمحطة إم تي في اللبنانية ليقدم البرنامج الحواري الأسبوعي طوني خليفة على شاشة إم تي في اللبنانية لغاية يونيو عام 2015 في شهر سبتمبر انتهى عقده مع المحطة ولم يرغب في تجديد القعد مرة أخرى.
في أكتوبر 2015 عاد طوني مرة أخرى لينضم إلى قناة الجديد وفي 28 يناير 2016 أطل ببرنامجه الجديد وحش الشاشة وهو برنامج أسبوعي استأذن قبلها من رانيا فريد شوقي، ابنة الفنان الراحل فريد شوقي والذي كان يلقب بـ«وحش الشاشة»، بأن يطلق على برنامجه هذا الاسم ورحبت بالموضوع، فكرة البرنامج معتمدة على تسليط الضوء على الأخبار التي احتلت الصدارة طوال الأسبوع سواء في لبنان أو خارجه، إضافة إلى فقرة القضايا الإنسانية والاجتماعية.
في العشرين من أكتوبر 2016 عاد ببرنامج بعنوان " العين العين" على قناة الجديد ويتطرق إلى مواضيع مختلفة وتعالج عبر ضيفين كل واحد منهما وجهة نظر معينة ومختلفة عن الآخر. كما يتضمّن الحوار لقاء مع صحافي يقيّم الحلقة من وجهة نظره». كما يتم إلقاء الضوء على بعض المواضيع تعتبر تابو أو تدور ضمن إطار الجرأة، بالنسبة إلى المجتمع في الرابع والعشرين من سبتمبر 2018 عاد للمحطة ببرنامج حمل عنوان "طوني خليفة" وهو خلاصة كل تجاربه، هدفه الأساسي هو النزول عند المواطن ونقل التجارب، المضمون يتراوح بين الألعاب الحوارات السياسية والرياضية وطبعا محاربة الفساد".

### عمله مع الإعلام المصري
وقع عقد عمل مع مجموعة طارق نور الإعلامية من خلال برنامج «لماذا» على قناة القاهرة والناس في شهر رمضان عام 2009 الذي وجّه الأنظار إليه بشده ووضعه تحت الأضواء هناك نظرا للمادة الجريئة التي يقدمها البرنامج من خلال مقابلات جريئه للغاية وصريحة مع مجموعة من الفنانيين والإعلاميين والشخصيات العامة الشهيرة ليبدأ سلسلة من نوعية هذه البرامج على نفس القناة أيضا حتى شهر أكتوبر 2015 عندما أرادت الإدارة تغيير بنود العقد الأمر الذي لم يناسبه لرفضة سياسة الاحتكار.
بعد ذلك وقع رسميا عقدا مع قناة سي بي سي المصرية لتقديم برنامج جديد بالتزامن مع برنامجه على قناة الجديد اللبنانية بعد وصول مفاوضاته مع قناة تن المصرية لطريق مسدود.
في السابع والعشرين من مارس 2016 أطل ببرنامجه الجديد حصلت قبل كده على شاشة سي بي سي وهو برنامج اجتماعي ترفيهي يعتمد بشكل أساسي على عرض وتقديم الظواهر والحالات النادرة والغريبة مثل «آكلي الزجاج»، كما أن برنامجه يعتمد بشكل أساسي على التقارير الخارجية.
في أيلول 2017 وقّع بعدها مع شبكة قنوات الحياة المصرية لتقديم برنامج جديد في 2017 أطلق برنامج الأسبوع في ساعة على قناة لبنان 24

### قضيته مع جو معلوف والصلح بينهما
في نوفمبر 2016 تم الصلح مع جو معلوف بعد فترة صراع كبيرة وطويلة وصلت إلى الإعلام وأروقة المحاكم، وقع الصلح مكان الحرب بمسعى قام به الإعلامي في صوت لبنان طوني هيكل والإعلامية نورا خوري، وفي الأسبوع الأخير ارتفعت وتيرة المساعي لقيام المصالحة بين الطرفين الذين أبديا إيجابية كبيرة حيال الموضوع خصوصا الزميل جو معلوف بالرغم من كونه قد ربح دعوى قضائية ضد طوني خليفة الذي كان يردد في الأروقة  كلام جميل جداً عن معلوف بالرغم من النزاع القائم بينهما على خلفية ملف “اللبنة” الشهير الذي أُثير في برنامجيهما السابقين أطل في مطلع العام 2017 في إعلان يظهر خلاله وهو يكشف أنه سيعود إلى شاشة ال أل بي سي” نهار الإثنين مساءً بعد غياب دام لعشر سنوات. لم يظهر طوني على الشاشة ببرنامج خاص به كما كان متوقعاً، إلا أنه حلّ ضيفاً في برنامج “هوا الحرية” مع الإعلامي جو معلوف. بعد خلافٍ دام لسنوات، تصالح خليفة ومعلوف مباشرة على الهواء في الحلقة الأولى من العام الجديد حيث طغت أجواء من المرح والمودّة.قدّم طوني لمعلوف مجسم لسوبرمان، قائلاً: “في المرحلة الحالية أنت انتصرت على نفسك هذا العام لهذا أعتبرك سوبرمان 2016”، أما معلوف فأهدى خليفة فيديو إطلالته الأولى على شاشة الـ”ال بي سي أي” مشيراً في رسالة كتبها لخليفة بأن الزمالة والمحبة ستجمع دائماً بينهما ومن سيحاول إيقاع الخلاف بينهما ستكون “سلته فاضية”.

### ترشحه للانتخابات النيابية
في 6 مايو 2018 رشح نفسه في الانتخابات البرلمانية بلبنان، وقام بالدعاية الانتخابية لنفسه، عبر حسابه الخاص على موقع التواصل الاجتماعي 
 ورشح عن مدينة طرابلس ولم يترشح عن منطقته «عمشيت».

### إطلاقه قناة المشهد
في 11 يناير 2023 أطلق قناة المشهد من دبي وشغل منصب المدير العام فيها

### تعينه سفيراً للنوايا الحسنة
في 28 يونيو 2020 أعلن المركز العربي الأوروبي ل حقوق الإنسان والقانون الدولي، عن اختياره للإعلامي اللبناني طوني خليفة، ليكون سفيرا للسلام والنوايا الحسنة لدي المركز العربي الأوروبي لعام 2020 تقديراً لمجهوداته السامية في مجال العمل الإعلامي والاجتماعي والإنساني.

## البرامج التي قدمها

### علىالمؤسسة اللبنانية للإرسال
| البرنامج                     | القناة                 | العام                                             |
| ---------------------------- | ---------------------- | ------------------------------------------------- |
| نشرة أخبار ال بي سي المسائية | ال بي سي               | 1994-1996 مع زميلته مي متى                        |
| بتخسر إذا ما بتلعب           | ال بي سي               | رمضان 1997 بمشاركة ريما قرقفي                     |
| أنت وحظك                     | ال بي سي               | 1998-1999 بمشاركة زميلتيه هيلدا خليفة وريما قرقفي |
| الثالث ثابت                  | ال بي سي               | 2000                                              |
| كل حلقة علقة                 | ال بي سي               | 2001                                              |
| ساعة بقرب الحبيب             | ال بي سي               | 2002-2003                                         |
| شيك على بياض                 | ال بي سي               | 2003-2005                                         |
| لمن يجرؤ فقط                 | ال بي سي               | 2005                                              |
| هذا أنا                      | ال بي سي، تلفزيون نجوم | رمضان 2006                                        |
| تاكسي الحظ                   | ال بي سي               | 2006                                              |
| سؤال محرج                    | ال بي سي               | 2021                                              |
| طوني خليفة                   | ال بي سي               | 2021                                              |
| سؤال انتخابي                 | ال بي سي               | 2022                                              |

### علىقناة الجديد
| البرنامج        | القناة                         | العام                                  |
| --------------- | ------------------------------ | -------------------------------------- |
| الفرصة          | قناة الجديد، التلفزيون الأردني | رمضان 2007 بمشاركة زميلته أسيل الخريشا |
| حسابك عنا       | قناة الجديد                    | رمضان 2009                             |
| دولارات وسيارات | قناة الجديد، إنفينيتي          | رمضان،2008-2010                        |
| ..للنشر         | قناة الجديد                    | يونيو 2008 - أغسطس 2014                |
| وحش الشاشة      | قناة الجديد                    | 28 يناير 2016-يونيو 2016               |
| العين بالعين    | قناة الجديد                    | 20 أكتوبر 2016                         |
| طوني خليفة      | قناة الجديد                    | 24 سبتمبر 2018                         |
| يوميات ثورة     | قناة الجديد                    | 2019                                   |

### علىالقاهرة والناس
| البرنامج                    | القناة         | العام            |
| --------------------------- | -------------- | ---------------- |
| لماذا                       | القاهرة والناس | رمضان 2009       |
| بلسان معارضيك               | القاهرة والناس | 2010             |
| الشعب يريد                  | القاهرة والناس | رمضان أغسطس 2011 |
| زمن الإخوان                 | القاهرة والناس | رمضان 2012       |
| اجرأ الكلام                 | القاهرة والناس | 2012             |
| اجرأ الكلام (الموسم الثاني) | القاهرة والناس | 2013             |
| آسفين يا ريس                | القاهرة والناس | 2013             |
| السلام عليكم                | القاهرة والناس | رمضان 2014       |
| أسرار من تحت الكوبري        | القاهرة والناس | 2015             |
| بدون مكياج                  | القاهرة والناس | رمضان 2015       |

### إنفينيتي،تلفزيون دبي،قناة الآن،إم تي في اللبنانية
| البرنامج                                 | القناة             | العام                        |
| ---------------------------------------- | ------------------ | ---------------------------- |
| دمعة وإبتسامة                            | قناة إنفينيتي      | 2006                         |
| تايك إت أور ليف إت (Take It or Leave It) | تلفزيون دبي        | 2007                         |
| سري جدا                                  | قناة الآن          | 2014                         |
| طوني خليفة 1544                          | أم تي في اللبنانية | (6 أكتوبر 2014 - يونيو 2015) |

### على إذاعة صوت الغد
| البرنامج   | القناة   | العام     |
| ---------- | -------- | --------- |
| محكمة الغد | صوت الغد | 2001-2002 |

### علىسي بي سي
| البرنامج     | القناة   | العام        |
| ------------ | -------- | ------------ |
| حصلت قبل كده | سي بي سي | 27 مارس 2016 |

### علىالأردن اليوم
| البرنامج              | القناة       | العام       |
| --------------------- | ------------ | ----------- |
| أول مرة مع طوني خليفة | الأردن اليوم | 6 مايو 2019 |

### على صوت بيروت
| البرنامج  | القناة                | العام |
| --------- | --------------------- | ----- |
| سؤال محرج | صوت بيروت انترناشونال | 2020  |

### علىقناة لبنان 24
| البرنامج        | القناة        | العام |
| --------------- | ------------- | ----- |
| الأسبوع في ساعة | قناة لبنان 24 | 2017  |

### علىقناة المشهد
| البرنامج     | القناة      | العام |
| ------------ | ----------- | ----- |
| استديو العرب | قناة المشهد | 2023  |
| توتر عالي    | قناة المشهد | 2023  |

## تجربته في التمثيل
كان له ثلاثة تجارب في التمثيل الأولى مع المخرج مروان نجار عرضت جميعها على قناة المؤسسة اللبنانية للإرسال وهي:-
| المسلسل                        | العام | عرض على  | المخرج        |
| ------------------------------ | ----- | -------- | ------------- |
| طالبين القرب للكاتب مروان نجار | 1997  | ال بي سي | ميلاد أبي رعد |
| همومي مهضومة                   | 2002  | ال بي سي | شادي حنا      |
| عيون خائنة مع دومينيك حوراني   | 2005  | ال بي سي | إيلي معلوف    |

## مشاركته كعضو لجنة تحكيم
شارك في لجنة تحيكم برنامج مذيع العرب مع ليلى علوي ومنى أبو حمزة على شاشتي تلفزيون أبو ظبي وقناة الحياة وإبتدأ عرضه في (27 مارس 2015) وكان أقسى شخص في اللجنة.

## تكريمات
- الكويت: في سبتمبر 2017 تم تكريمه في حفل تكريم أفضل إعلامي العرب في المجال الإنساني 2017 بمناسبة الذكرى الثالثة لتكريم سمو أمير الكويت صباح الأحمد الجابر الصباح قائدا للعمل الإنساني".[43]

## وصلات خارجية
- طوني خليفة على موقع قاعدة بيانات الأفلام العربية